# Brugs
La Brugs, appelée aussi Blanche de Bruges, est une bière blanche belge produite aujourd'hui par la Brasserie Alken-Maes, qui fait partie du groupe Heineken.

## Historique
La Brugs était brassée à Bruges par la brasserie De Gouden Boom depuis 1983. En 2000, la bière est rachetée par Alken Maes, mais pas la brasserie. La bière continue cependant d'y être produite. Après la fermeture de cette brasserie et son acquisition par Palm Breweries, la production est déplacée en 2004 à Steenhuffel. Actuellement elle est brassée dans la brasserie Alken-Maes. Elle s'est appelée précédemment Brugs Tarwebier et Brugs Witbier.

## La bière
La Brugs est une bière blanche avec une teneur en alcool de 4,8 %. Elle a un arôme houblonné, fruité, un goût très doux et légèrement acide. Comme toutes les bières blanches, la Brugs est une bière de fermentation haute, non filtrée et refermentée en bouteille.